# Anabar (Nauru)
Anabar – osada oraz jeden z dystryktów Nauru zlokalizowany w północno-wschodniej części wyspy. Populacja dystryktu to 378 mieszkańców (2002), a powierzchnia to 1,43 km².